# Schütz (Wasserbau)

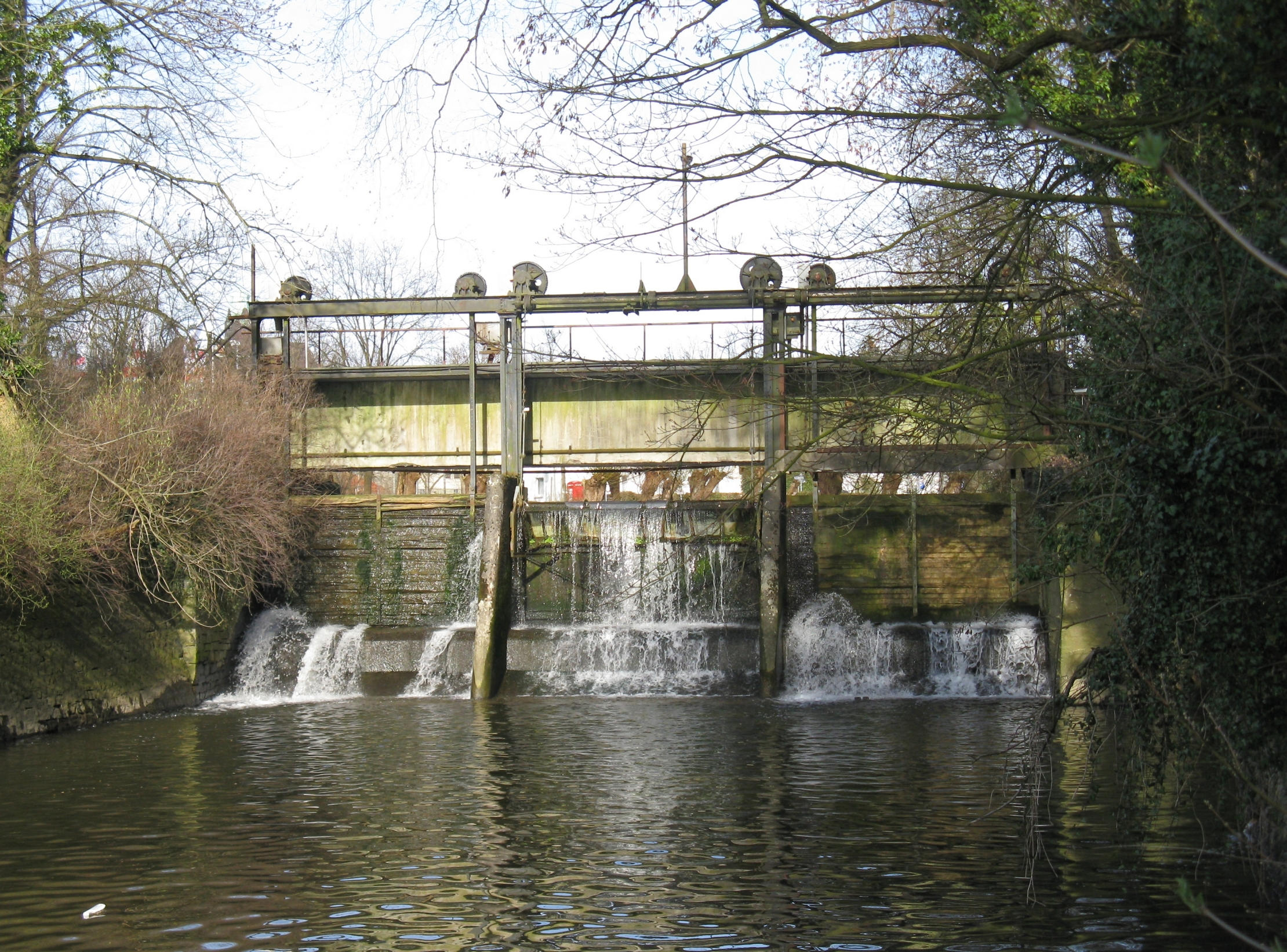
Schütze des Werrewehrs in Lage

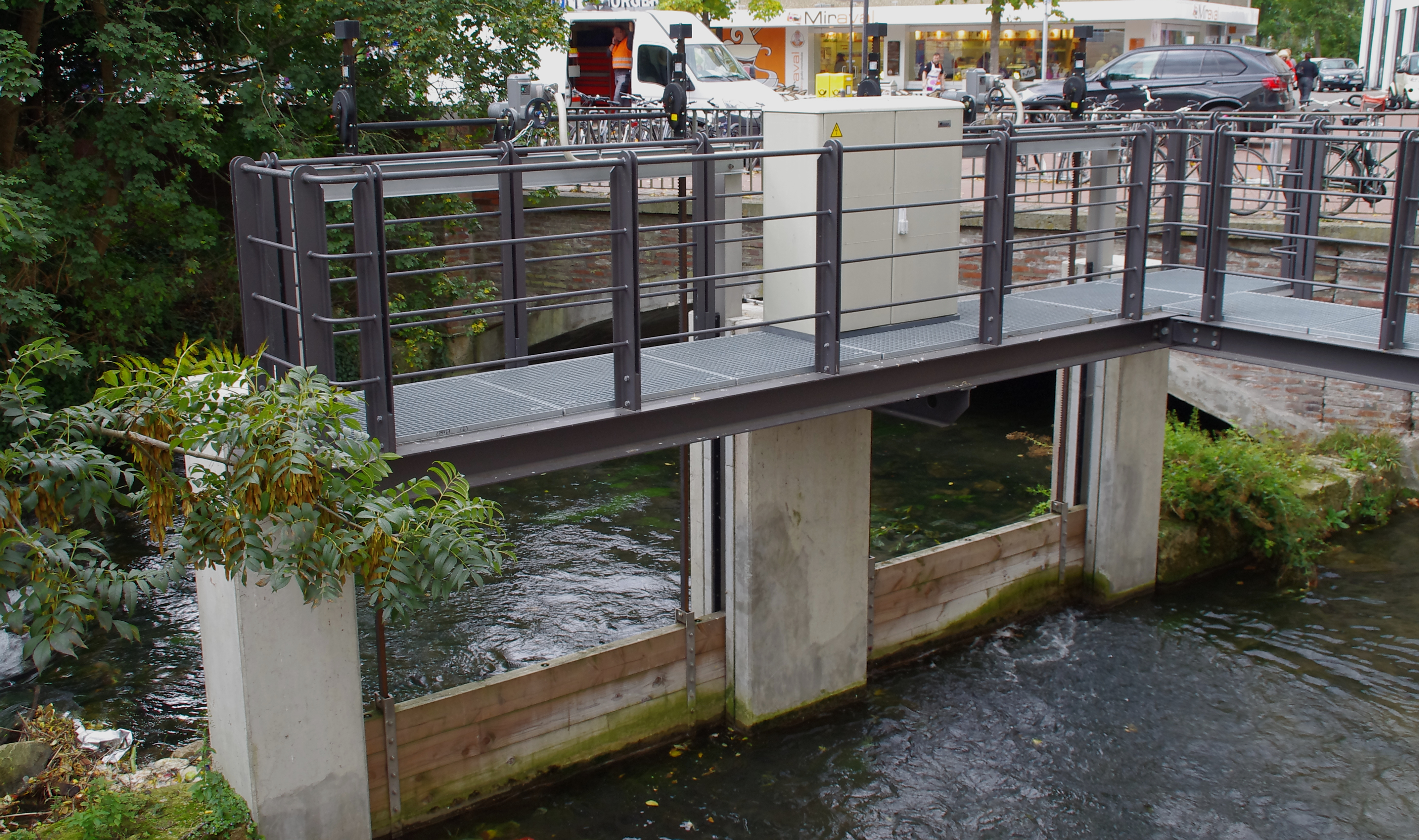
Hubschütz mit Schütztafel aus Holz. Die Schütztafeln werden über Zahnstangen elektromotorisch angetrieben.

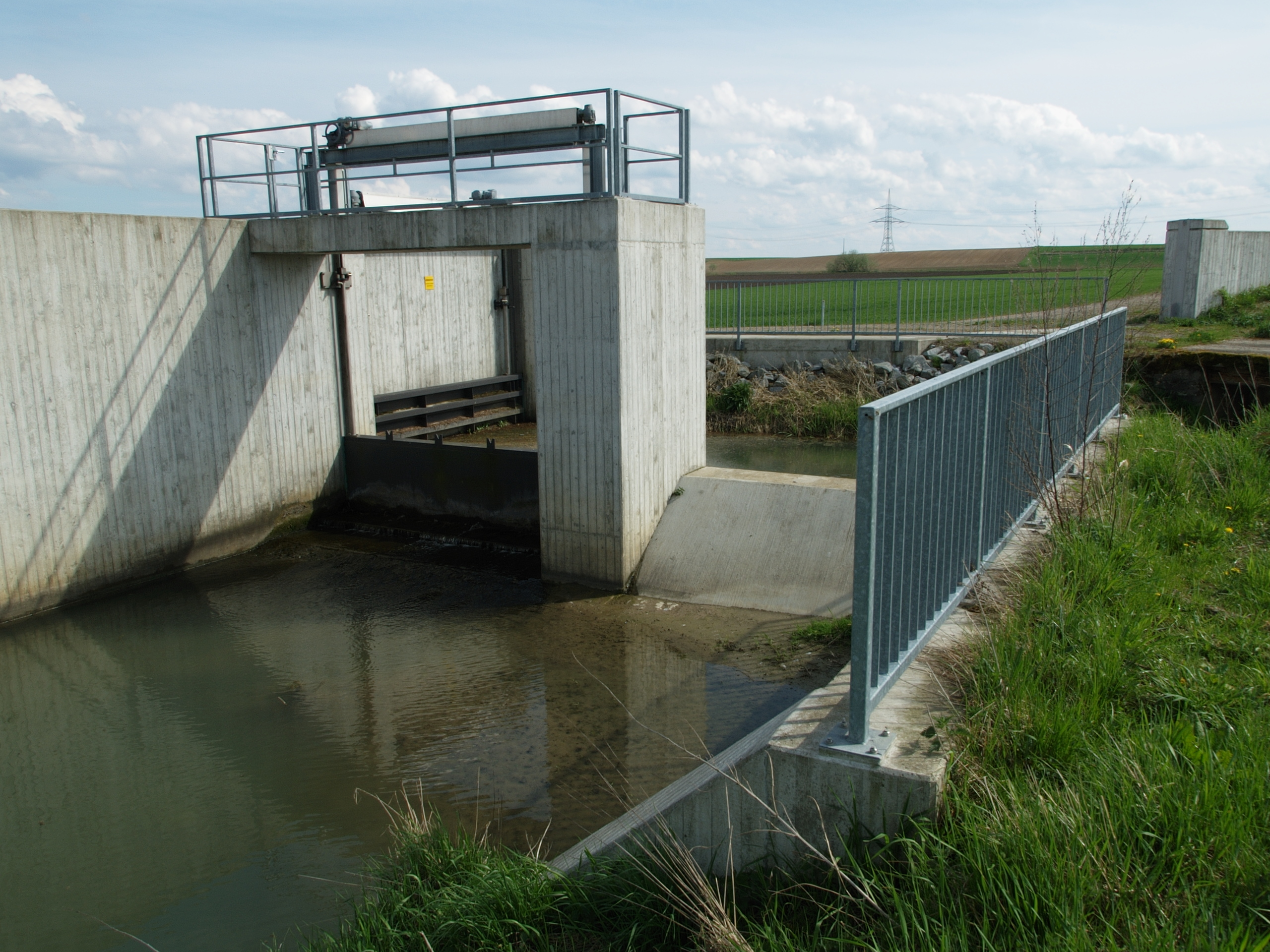
Modernes Schütz mit seitlichem Überfallwehr

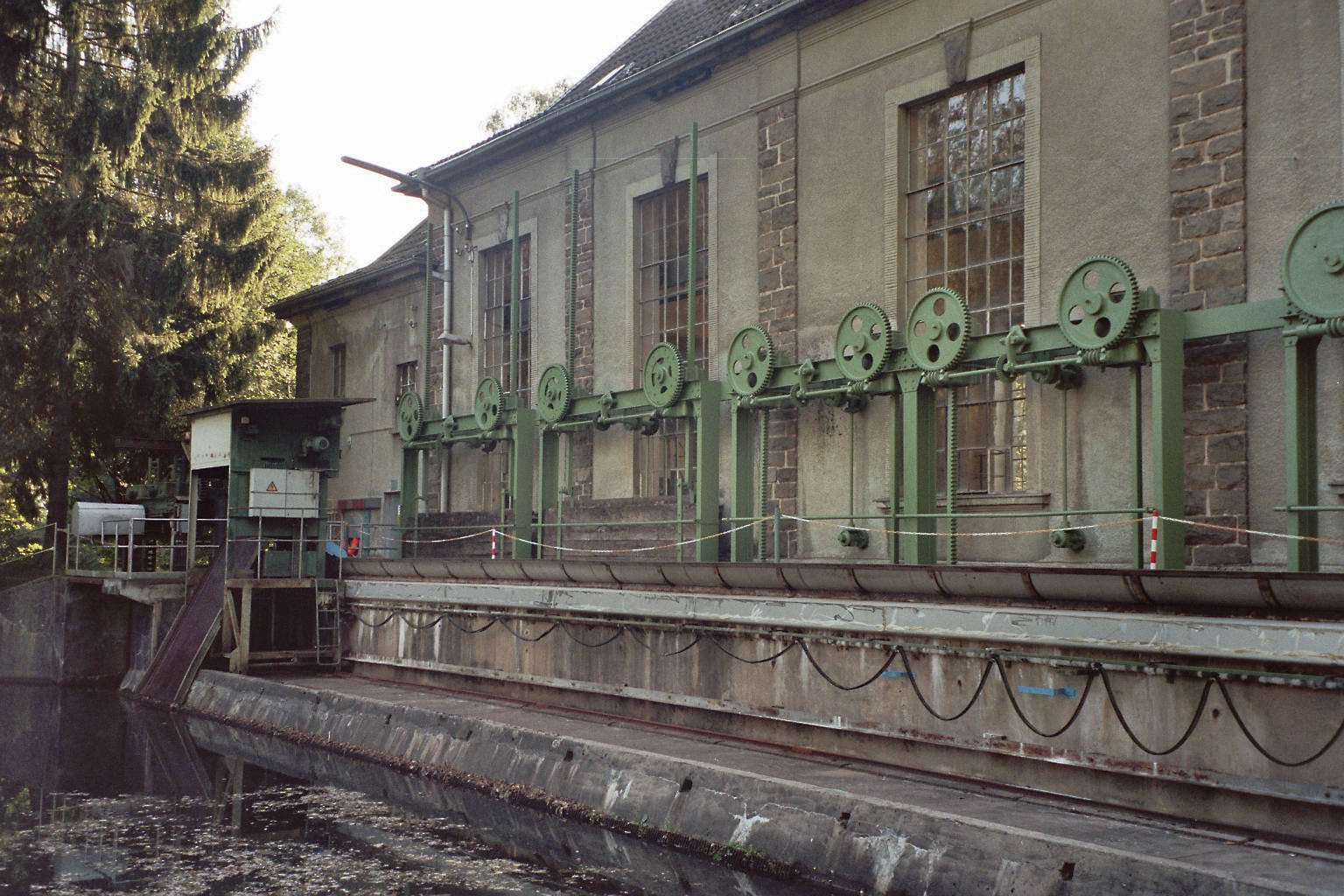
Einlaufschütz eines Wasserkraftwerks

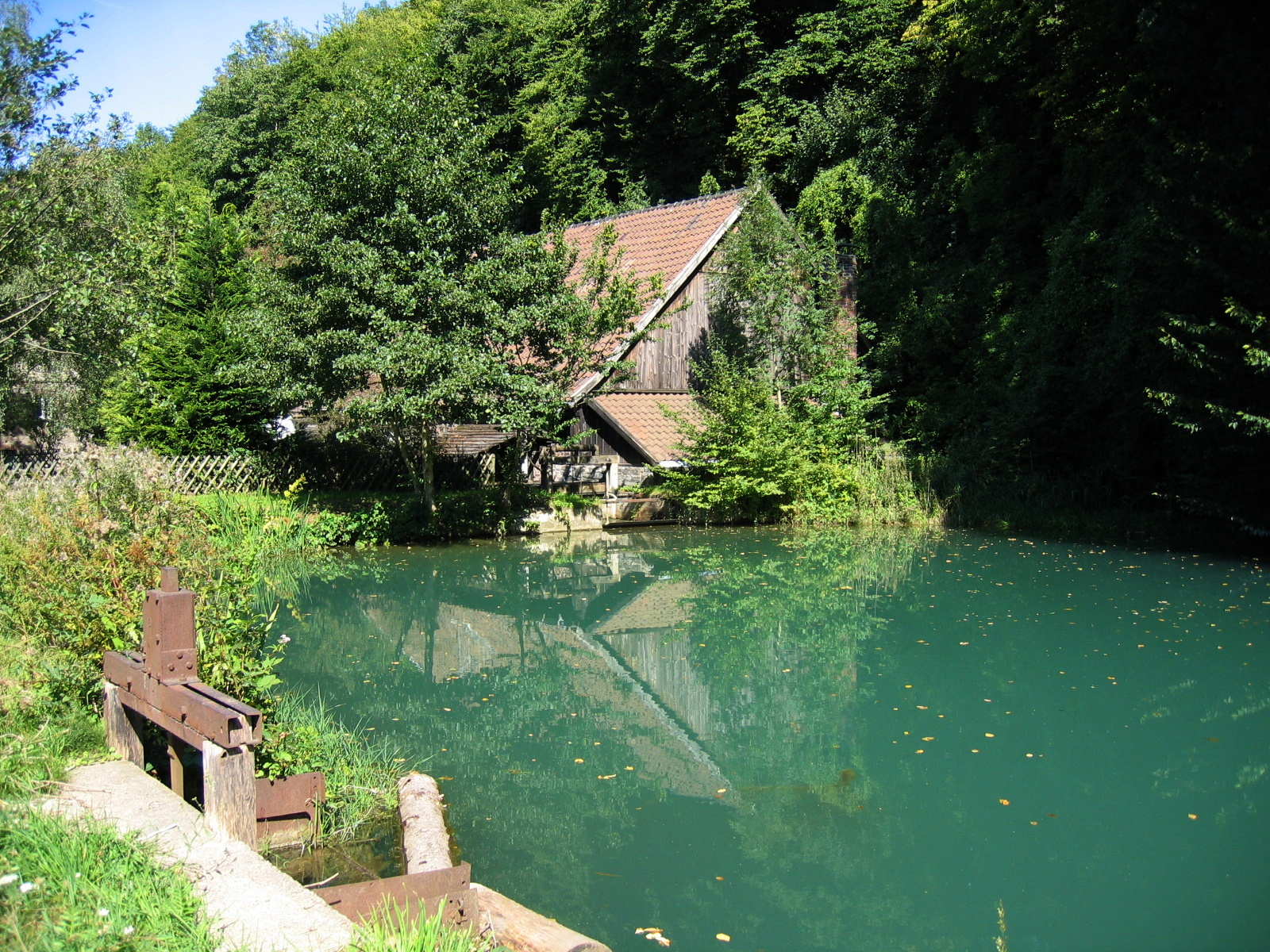
Oberrödinger Hammerteich (Kulturdenkmal bei Menden (Sauerland) mit Schütz im Vordergrund).

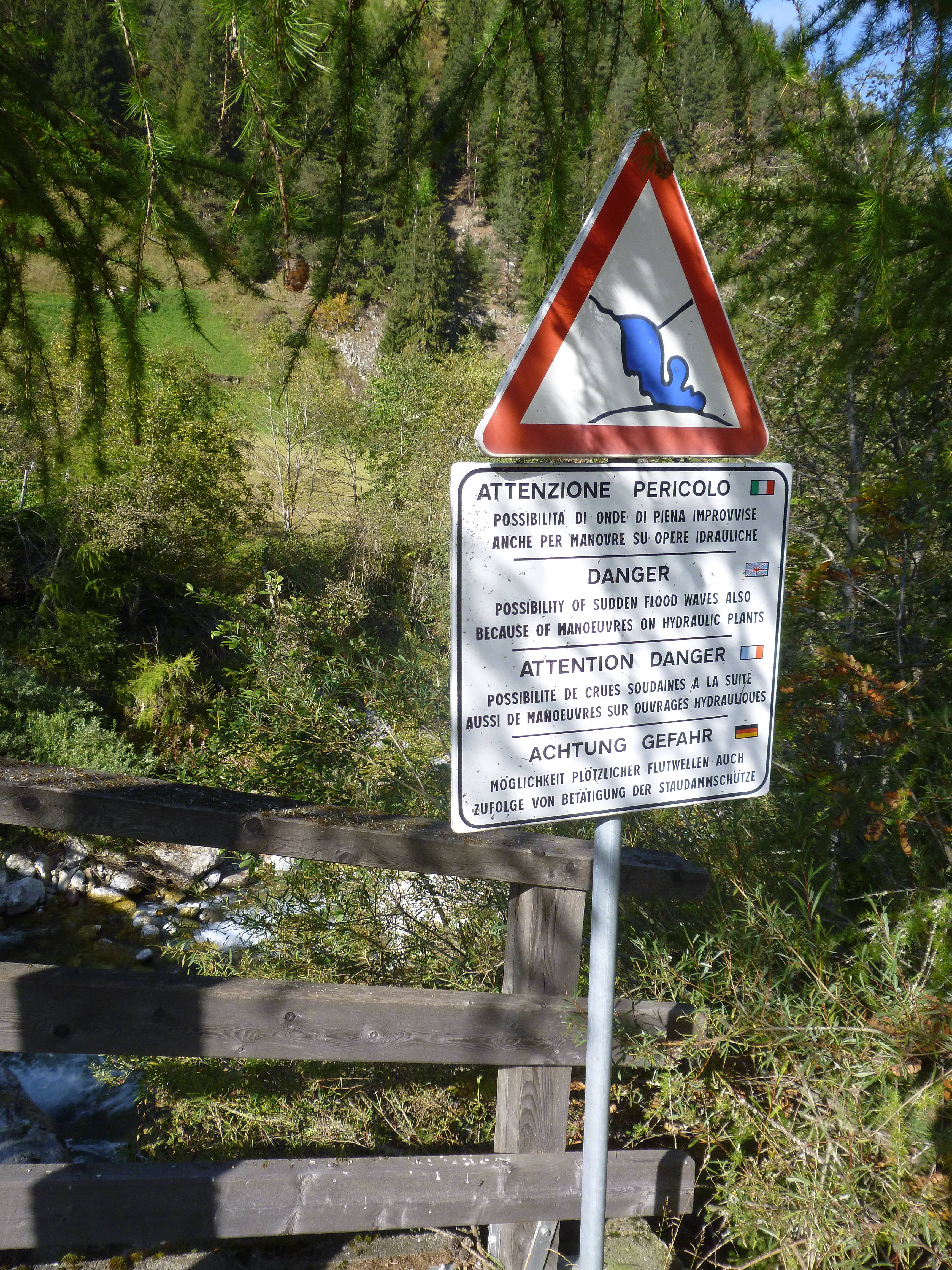
Warnschild am Bach Plima, Martelltal:
Möglichkeit plötzlicher Flutwellen auch zufolge von Betätigung der Staudammschütze

Als Schütz, Schieber, Stauklapppe wird im Wasserbau ein Element zur Regelung des Wasserdurchflusses von Leitungen bzw. zum Absperren und Aufstauen von Wasserläufen bezeichnet. Sie können Teil einer größeren Anlage sein, beispielsweise von Wehren, Talsperren oder Schleusen.

## Bauarten und Funktionsweise

### Platten- oder Hubschütz
Im einfachsten Fall wird der Querschnitt eines Wasserlaufs von einer rechteckigen, senkrecht stehenden, Schütztafel genannten Holz- oder Metallplatte gesperrt, wenn diese bis zum Grund des Wasserlaufs abgesenkt ist. Bei Sperrung wird das Wasser auf einer Seite der Platte zu einem Oberwasser gestaut; jenes übt auf die Platte Druck Richtung Unterwasser aus, der mit steigender Wassertiefe zunimmt. Dieser Druck presst die Platte in vertikale, an den Seiten des Wasserbauwerks eingelassene Führungsnuten. Bei stählerner Ausführung von Platte und Nuten wird schon bei wenigen Zentimetern Überlappung ausreichend Dichtwirkung erzielt, zumindest bei den in Mühlgängen häufigen Wasserstandshöhen von einem bis drei Metern. Die Schütztafel sperrt somit den Querschnitt, solange der Spiegel des Oberwassers – oder eine Oberflächenwelle, ein Schwall – ihre Oberkante nicht übersteigt. 
Ein Abfluss wird ermöglicht und erfolgt unter der Tafel, indem diese mechanisch angehoben wird. Dabei sind jene Reibungskräfte in der Führung zu überwinden, die durch die Anpresskraft des Wassers hervorgerufen werden. Graduelles Anheben der Schütztafel bewirkt graduellen Abfluss. Ein seitlich abführendes Überfallwehr, das den Spiegel des Oberwassers ebenfalls begrenzt, vergrößert das Volumen vorläufig rückhaltbaren Wassers. 
Einfache kleine Schütze können dank Eigengewicht und einer gewissen Reibung manuell, über einen Hebel oder mit Seil- oder Kettenzug über eine Winde funktionieren.
Größere Schütze verlangen nach einem Hebewerk, etwa mit umlaufender Kette, Zahnstange oder Schneckenantrieb, die zugleich auch das Erreichen einer bestimmten Position garantieren.
Verbreitet ist die Parallelführung über zwei an der Oberkante angelenkte Zahnstangen (meist leiterartig, also Querbolzen zwischen zwei Grobblechstreifen), deren Treibritzel auf einer Welle sitzen, wodurch die Abtriebe synchronisiert sind. Der Antrieb der Welle erfolgt über ein selbsthemmendes Schneckengetriebe entweder händisch über eine Kurbel oder elektromotorisch. Zum Bedienen und Warten des Schützes, aber auch dem Beobachten und Überqueren des Wasserlaufs verläuft häufig ein Steg über den Lauf und schützt durch eine Überdachung die Getriebe und den Steg vor Regenwasser. Manche Schütze dieser Bauart sind, vor allem, wenn sie nicht zur laufenden Regelung, sondern bloß für einfache Absperrfunktionen dienen, mit erneuerten Holzbrettern auch nach 100 Jahren noch in Betrieb. Ein Beispiel ist am Grazer Mühlgang zu finden. 
Moderne Schütze (s. u.) werden hydraulisch oder mit Elektrohubzylindern bewegt. Fernwirkung erlaubt die Automatisierung etwa eines Kleinkraftwerkes.
Je nach Ausformung des (an der Oberfläche immer offenen) Wasserlaufs kann es bei untypisch raschem Schließen eines Schützes insbesondere bei hoher Fließgeschwindigkeit zu erhöhtem Wasserdruck durch das Abbremsen des Wassers kommen (siehe auch Druckstoß).

### Doppelschütz
Hier ist die Tafel geteilt, sodass man die Teile unabhängig voneinander bedienen kann. Doppel- und Segmentschütze (s. u.) dienen zum Füllen bzw. Leeren auch größerer Schleusenkammern. Sie befinden sich bei älteren Schleusen direkt in den Schleusentoren oder den Umläufen. Bei modernen Schleusen sitzen die Schieber in Längskanälen.

### Hakenschütz
Es funktioniert ähnlich wie das Doppelschütz, als ein lotrecht beweglicher Wehrverschluss mit zwei Tafeln. Es erlaubt die Senkung des Oberteils, so dass Treibgut, Flusssedimente und Eis abgeführt werden können.

### Drehschütz (Klappschütz)
Hier wird die Platte um eine waagrechte Achse gedreht, was eine feinere Regelung des Wasserstroms bei guter Kraftübertragung ermöglicht. Letzteres ist auch beim Segmentschütz der Fall, wo ein segmentartiger stählerner Vollkörper von oben her in die Öffnung geschwenkt wird. Beide Arten sind in der Bauweise dem Wasserschieber verwandt.

## Verwendung
Erste Anwendungen gab es vermutlich schon in der Jungsteinzeit – etwa für künstliche Bewässerung von Agrarflächen, wie sie seit der frühen Antike vielerorts belegt ist.
Schütze wurden auch für die Wasserführung zu Mühlen und Wasserrädern verwendet – als „bewegliches Mühlenwehr“, das auch im Bergbau verwendet wurde.
Plattenschütze dienten auch zum Aufstauen für die Holztrift und bisweilen als Platten- oder Doppelschütze für Entlastungsgerinne gegen Hochwasser.
Weitere Anwendungen sind z. B. das Konstanthalten des Wasserspiegels bei Grundwasserkanälen oder Versickerungs-Anlagen.
Die Anwendungen folgen zwei Grundprinzipien:
- Bei Schützenwehren im engeren Sinne wird ein Wasserstrom reguliert, aber nicht unterbrochen, das Schütz oder die Schütze auch in geschlossenem Zustand über- oder unterströmt.
- Mit einem oder mehreren Schützen als Schlussmechanismen können aber auch Wasserströme zeitweise ganz unterbunden werden, z. B. bei Sperrwerken und Sielen im Hochwasserschutz oder bei Schiebern in Be- und Entwässerungsnetzen.